# 皮埃尔比菲耶尔
皮埃尔比菲耶尔（法語：Pierre-Buffière，法語發音：[pjɛʁ byfjɛʁ]）是法国新阿基坦大区上维埃纳省的一个市镇，位于该省南部，属于利摩日区。

## 地理
皮埃尔比菲耶尔（45°41'41"N, 1°21'33"E）面积5.75 平方千米，位于法国新阿基坦大区上维埃纳省，该省份为法国中西部省份，北起顺时针与安德尔省、克勒兹省、科雷兹省、多爾多涅省、夏朗德省和维埃纳省接壤。
与皮埃尔比菲耶尔接壤的市镇（或旧市镇、城区）包括：圣伊莱尔博讷瓦勒、圣让利古尔、布勒伊河畔维克。

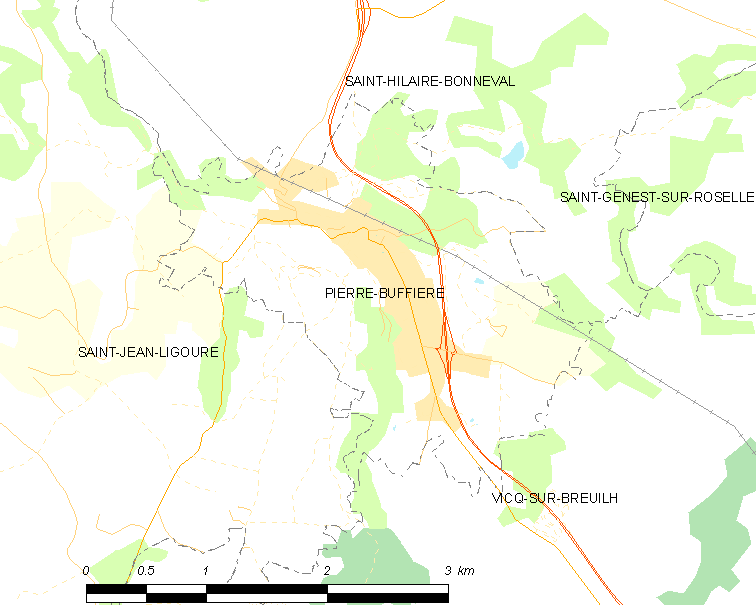
皮埃尔比菲耶尔的OSM定位图

皮埃尔比菲耶尔的时区为UTC+01:00、UTC+02:00（夏令时）。

## 行政
皮埃尔比菲耶尔的邮政编码为87260，INSEE市镇编码为87119。

## 政治
皮埃尔比菲耶尔所属的省级选区为维埃纳河畔孔达县。

## 人口

1962-2008年间皮埃尔比菲耶尔人口变化图示

皮埃尔比菲耶尔于2022年1月1日时的人口数量为1147人。